# Telestes metohiensis
Telestes metohiensis är en fiskart som först beskrevs av Steindachner, 1901.  Telestes metohiensis ingår i släktet Telestes och familjen karpfiskar. IUCN kategoriserar arten globalt som sårbar. Inga underarter finns listade i Catalogue of Life.